# Толстоголовка альпийская
Толстоголовка альпийская (лат. Pyrgus andromedae) — бабочка из семейства толстоголовок.

## Этимология названия
Андромеда (греческая мифология) — дочь Кассиопеи и Цефея, спасенная Персеем от морского чудовища.

## Ареал и места обитания
Пиренеи, Альпы, горы Балканского полуострова, горы севера Скандинавского полуострова, Украина (Карпаты), Россия (горы Кольского полуострова и Полярный Урал).
Распространен в горах северо-восточной Норвегии (провинция Финнмарк) и в России — на территории Мурманской области и Республики Коми.. Для Украинских Карпат вид приводился по двум находкам в Горганах и Чивчины, одна из которых была сделана в окрестностях Яремче (Ивано-Франковская обл.) на высоте 1250 м н.ур. м.
Бабочки населяют субальпийские и альпийские луга на территории Карпат (в горах Западной Европы бабочки обитают на высотах от 1500 до 3000 м над ур. м.), каменисто-лишайниковые, мохово-кустарничковые и ерниковые тундры в горах на севере.

## Биология
Развивается в одном поколении за год. Время лёта в конце июня — июле. Самки откладывают яйца по одному на нижнюю сторону листьев кормовых растений: манжетка, мальва, просвирник, лапчатка.